# Halimah Yacob
Pour les articles homonymes, voir Yacob.
Halimah Yacob, née le 23 août 1954 à Singapour, est une femme d'État singapourienne. Elle est présidente de la république de Singapour de 2017 à 2023. Elle est la première femme de l'histoire de Singapour à exercer cette fonction.

## Biographie

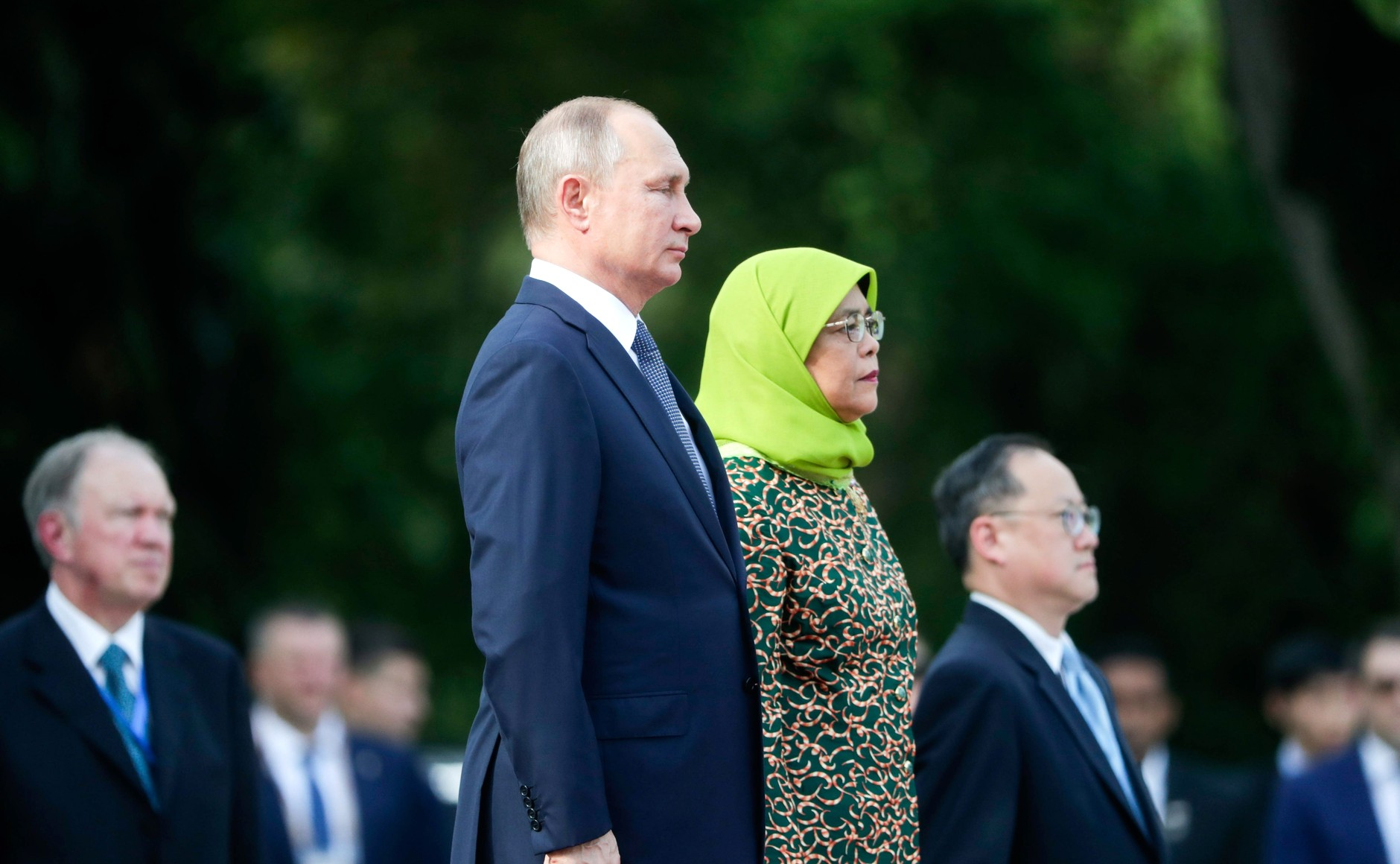
Le président russe Vladimir Poutine et Halimah Yacob en 2018.

Halimah Yacob devient la première femme présidente du Parlement de Singapour en 2013, nommée sur proposition du Premier ministre, où elle est élue pour la circonscription multi-membre de Jurong de 2001 à 2015, puis celle de Marsiling–Yew Tee de 2015 à 2017 (Ouest), pour le Parti d'action populaire (PAP).
Elle est la première femme présidente de la république de Singapour. Sa désignation inédite, intervenue le 13 septembre 2017 après la disqualification de ses deux concurrents, est controversée en raison du fait que l'élection présidentielle, initialement prévue pour le 23 septembre, est alors réservée aux candidats d'ethnie malaise. Cette règle fait suite à la modification en 2016 de la constitution singapourienne qui prévoit de laisser les différentes communautés de la cité-État accéder à la plus haute fonction de la République à tour de rôle.
Après une longue période d'incertitude, la présidente Halimah Yacob annonce le 29 mai 2023 sa décision de ne pas se présenter pour un second mandat à l'occasion de l'élection présidentielle prévue en septembre de la même année.
Le 1er octobre 2023, elle devient chancelière de l'université des sciences sociales de Singapour (en).